# Danis hermogenes
Danis hermogenes är en fjärilsart som beskrevs av Hans Fruhstorfer 1915. Danis hermogenes ingår i släktet Danis och familjen juvelvingar. Inga underarter finns listade i Catalogue of Life.